# L'Empire d'ivoire
L'Empire d'ivoire (titre original : Empire of Ivory) est un roman écrit par Naomi Novik, publié en 2007 puis traduit en français en 2008. Il est le quatrième tome de la série de romans de fantasy Téméraire.

## Résumé
Quand le dragon Téméraire et son équipage revienne avec le dernier œuf et Iskierka, ils doivent faire face cette fois à une épidémie ! Heureusement, quelques dragons y ont échappé et les œufs n'ont pas encore éclos en sûreté. Les dragons sauvages sont engagés par les Corps pour surveiller la côté contre les français. Après une exposition à la maladie, les Anglais s'aperçoivent que Téméraire n'en est pas atteint. Il est donc envoyé en Afrique avec sa formation pour trouver le remède qui sauvera les dragons. Y arriveront-ils à temps ?

## Histoire détaillée
Laurence (le capitaine), Téméraire (le dragon), et leur troupe hétéroclite, échappant de justesse aux forces françaises, arrivent enfin sur les côtes anglaises, mais aucun dragon allié ne se porte à leur rencontre. Ils sont accueillis assez fraîchement... Arrivés à Édimbourg, Laurence voit Lenton, très diminué, qui lui explique le fin mot de l'affaire : tous les dragons anglais sont gravement malades ! Cette épidémie leur rend quasi-incapables de voler et en a déjà tué beaucoup, dont Obversaria, la dragonne de Lenton, qui a alors été destitué de son titre d'amiral et remplacé par Jane Roland. L'Angleterre cherche à éviter à tout prix que la nouvelle n'arrive aux oreilles de Napoléon qui en profiterait immédiatement pour attaquer, d'où le silence aux multiples courriers de Laurence. Devant l'ampleur de la catastrophe, Téméraire décide de mettre en sourdine ses revendications sur un statut de dragon libre, tout en faisant des suggestions, comme les abriter dans des pavillons et de leur cuisiner de la viande épicée, ce qui pourrait peut-être améliorer leur état. 
S'apercevant que malgré son irruption accidentelle sur les terrains de quarantaine des dragons mourants, Téméraire ne semble pas tomber malade, Keynes, le chirurgien, se demande s'il n'aurait pas été immunisé lors de leur passage par Le Cap et projette de partir y chercher un remède. À son grand regret, Laurence doit auparavant assister à une réception donnée par son père, Lord Allendale, pour l'abolition de l'esclavage et afin de recueillir des fonds pour soigner les dragons vétérans de guerre, au cours de laquelle ils rencontrent Nelson, qui impressionne très favorablement Téméraire.
Ils partent sur l'Allégiance, accompagnés par un pasteur et sa femme, anciens esclaves affranchis; ce qui n'est pas sans créer des tensions entre Laurence et le capitaine Riley, dont la fortune de famille est basée sur l'esclavage. Catherine Harcourt est donc chargée de faire médiateur entre eux durant la traversée(avec certaines conséquences...). Arrivés au Cap, les médecins expérimentent diverses substances sur Téméraire, afin de retrouver le remède qui l'avait guéri. Après plusieurs essais infructueux, ils dénichent un champignon, à l'odeur infâme pour les humains, qui pourrait bien être cette fameuse panacée. 
Malheureusement, il semble être assez rare et ne se trouver qu'à l'intérieur des terres. Ils recrutent deux enfants et un chien pour les aider à chercher plus de champignons et tombent au cours de leurs explorations sur une grotte remplie de ce précieux remède... qui se révèle être en réalité une culture appartenant à un royaume africain gouverné à égalité par hommes et dragons. Ils sont faits prisonniers comme voleurs; de plus, ce royaume s'apprête à partir en croisade contre les ports esclavagistes. Grâce à l'aide de la femme du pasteur (tué peu avant), qui avait été enlevée enfant de ce royaume, ils parviennent à s'enfuir, tout en ne pouvant que constater l'effet de cette guerre sur les principaux ports, tous ravagés. 
Revenus en Angleterre, à peine ont-ils eu la satisfaction de savoir que le remède s'est révélé efficace qu'ils apprennent avec horreur que l'état-major a délibérément contaminé le continent en renvoyant chez lui un courrier français infecté. Ulcéré par une telle manœuvre, qui montre une fois de plus le peu de cas fait des dragons, de leur intelligence et de leur sensibilité, par la plupart des hauts gradés, Téméraire part avec Laurence apporter le remède en France, au mépris du danger et de l'accusation de trahison. D'abord capturés comme espions anglais, ils seront ensuite remerciés par Napoléon en personne qui les laisse repartir libres. Mais pour quel avenir en Angleterre ?

## Éditions
- Empire of Ivory, Del Rey Books, 25 septembre 2007, 399 p.  (ISBN 978-0345496874)
- L'Empire d'ivoire, Le Pré aux Clercs, coll. « Fantasy », 6 septembre 2008, trad. Guillaume Fournier, 396 p.  (ISBN 978-2842283377)
- L'Empire d'ivoire, Pocket, coll. « Pocket Science-fiction » no 7016, 12 mai 2011, trad. Guillaume Fournier, 501 p.  (ISBN 978-2266192873)